# Hole-in-one
Hole-in-one (förkortat HIO; engelska för hål-i-ett), eller ace (ess), är en golfterm i långgolf som innebär att bollen går i hålet på första slaget från tee. I bangolf/minigolf kallas motsvarande slag för ”spik”.

## Sannolikheter

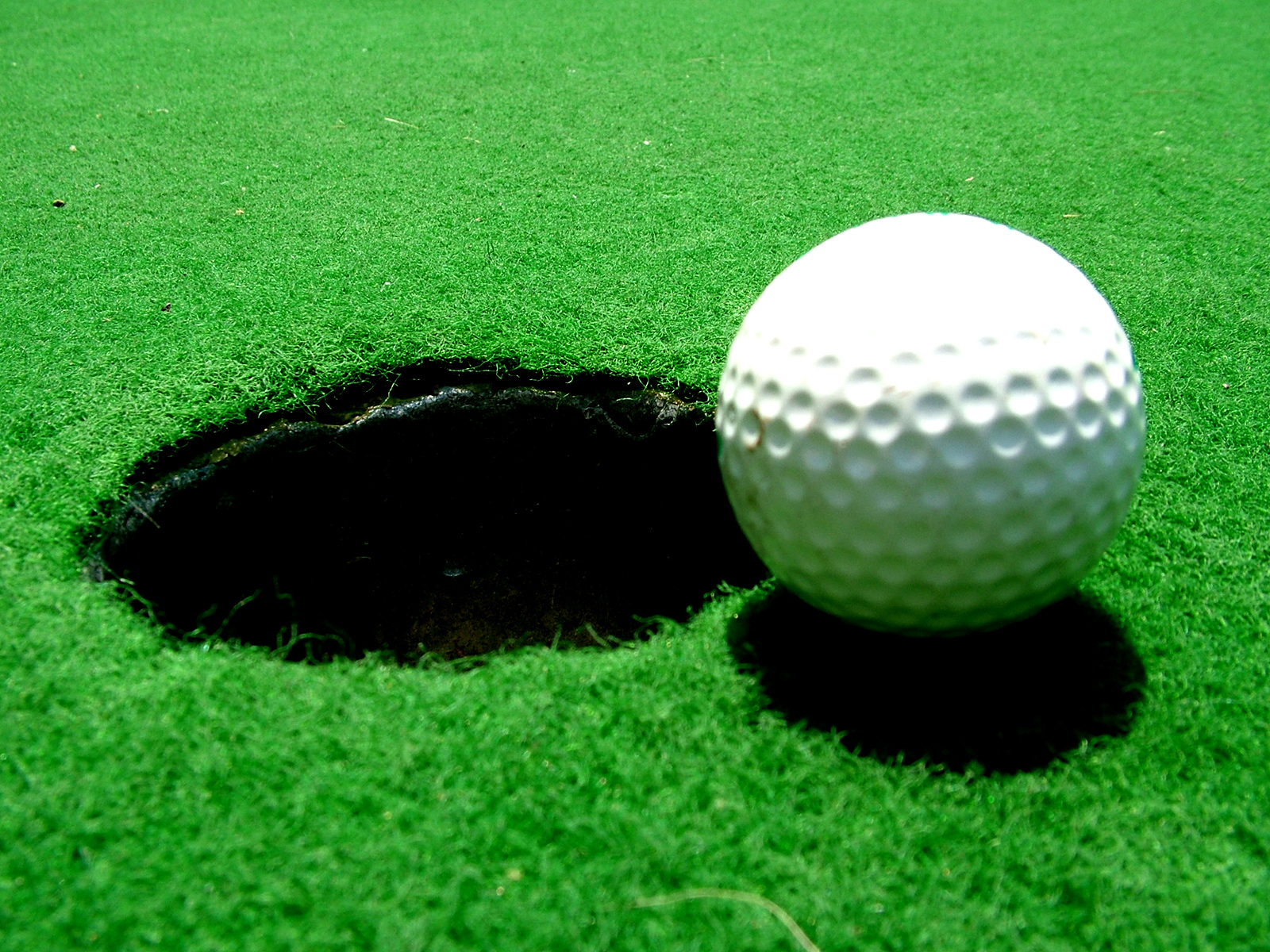
En golfboll vid hålet.

En hole-in-one är mycket sällsynt; ett sådant ”lyckoslag” är därför ansett och brukar firas. Enligt golftidskriften Golf Digest är sannolikheten för en amatör att slå en hole-in-one 1:12 750. Uppgifterna i Deutscher Golf Verband pekar åt samma riktning: i ett vadslagningsspel i Deutscher Golf Verband (2007) rapporterades sammanlagt 473 hole-in-one spelade på cirka 4,8 miljoner par 3-hål. Beräkning av detta ger en avrundad sannolikhet på 1:10 150.
Jämförelsetal från den amerikanska försäkringen Hole In One Insurance anger att sannolikheten för en amatör att slå en hole-in-one är 1:12 500, medan motsvarande sannolikhet för en professionell golfspelare är 1:2500.